# ريال مدريد موسم 2003–04
كان موسم 2003–04 هو الموسم الثالث والسبعين لنادي ريال مدريد في الدوري الإسباني. تسرد هذه المقالة جميع المباريات التي لعبها النادي في موسم 2003–04، كما تظهر أيضًا إحصائيات لاعبي النادي. خاض النادي الموسم وهو يرتدي القميص الأبيض الكلاسيكي الأساسي والقميص الأزرق المخضر الخارجي.